# 엔키 카테나

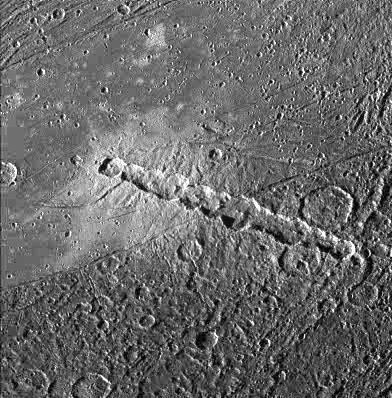
1994년 갈릴레오 호가 촬영한 엔키 카테나의 사진.

엔키 카테나(Enki Catena)는 가니메데에 존재하는 161.3 km 길이의 사슬형 충돌구이다. 메소포타미아 신화의 신 엔키의 이름을 따서 지어졌다.
13개 충돌구로 이루어진 이 카테나는 아마 목성에 너무 가까이 통과하여 중력으로 인해 조각으로 분해된 혜성이 가니메데와 충돌해 생긴 것으로 추측한다. 혜성이 해체된 이후, 13조각이 순차적으로 가니메데에 떨어졌다. 엔키 충돌구는 밝은 지형과 어두운 지형 사이 확실이 구분된 경계에 생겼으며, 사진과 같이 중심을 가로질러 나눠진 작은 부분으로 구분한다. 충돌구 주변의 분출물이 밝은 지형에 도드라지게 나타난다. 모든 충돌구는 거의 동시에 만들어졌지만, 어두운 지형에서 생긴 분출물 담요는 분별하기 힘들다. 이는 충돌의 영향으로 땅이 파지고 분출물이 어두운 물질과 섞여 어두운 배경에서 잘 알아보지 못하게 된 것으로 생각하고 있다.